# Edda Samudio
Edda Samudio (David, provincia de Chiriquí, Panamá) es una historiadora e investigadora emérita panameña venezolana. Integra la Academia Nacional de la Historia de Venezuela por el Estado Mérida. Además obtuvo el Premio Nacional del Libro Institucional (2003) y la distinción Orden Pedro Rincón Gutiérrez en 2008.

## Primeros años
Sus padres ambos fueron educadores, el padre, por ejemplo, compartía su docencia con la administración de sus bienes (hacienda de café y ganado) su madre por otro lado, se formó como educadora, en una época en la que apenas comenzaba la mujer a incursionar en la educación superior. Mientras creció en éste ambiente, se formó como ávida lectora y creció su interés por los procesos históricos.
Realizó sus estudios secundarios y luego universitarios en la Universidad Nacional de Panamá, donde se graduó de licenciada en Filosofía, Letras y Educación con especialización en Geografía e Historia. Se casó muy joven y formó familia en Mérida; a los cuatro años de su llegada a Venezuela, obtiene su equivalencia como Licenciada en Historia por la Universidad de los Andes.
Luego viaja a Inglaterra en 1977 y obtuvo un Ph.D. en Geografía Histórica, en la University College of London. Ha obtenido premios y distinciones desde 1985, entre los más recientes se pueden mencionar la Orden Pedro Rincón Gutiérrez en 2008; además recibió una postulación para ser Miembro Honorario de la Asociación de Historiadores Latinoamericanistas Europeos, (AHILA).

## Trayectoria
Inició su vivencia académica en 1964 en la Universidad de Panamá y en adelante, ha sido protagonista, con sus acciones, de la gran trasformación que significó para el mundo, la presencia creadora y activa de la mujer en las esferas del trabajo material, de la ciencia, la tecnología, las artes y el intelecto. 
Luego de graduarse en Panamá como licenciada en Geografía e Historia, viaja a Venezuela con su familia con la intención de hacer equivalencia para obtener la Licenciatura en Historia. Inmediatamente después viaja a Londres, después de haber hecho contacto previo con el profesor David Robinson de la Universidad de Londres donde se dictaba Geografía Histórica, disciplina que establecía un puente entre la geografía y la historia. Abordó el estudio de la historia desde dos dimensiones —espacial y temporal— lo cual le interesó de manera especial porque creía que en esta área del conocimiento se debe dar prioridad a la visión temporal, ya que todos los hechos ocurren en un espacio que de alguna manera tiene que ver con su desenvolvimiento.
Su tesis doctoral titulada Cumana and Antioquia. A comparative Study of Urban Development Colonial Hispanic America, con la que obtuvo mención publicación, aborda el desarrollo urbano de dos ciudades que eran centros regionales; es un estudio comparativo entre la ciudad de Cumaná y una ciudad colombiana, Medellín, que indaga el crecimiento urbano de las dos ciudades con jurisdicciones completamente distintas, una situada en la costa venezolana, y la otra en el interior del territorio colombiano, una agrícola comercial y la otra minera. Este trabajo, que fuera su primera publicación, se centró en el comportamiento urbano de las ciudades respectivas, observando sus diferencias y similitudes.
Samudio ha desempeñado el cargo de Profesor Asociado de la Universidad de Los Andes, dictando clases en la Escuela de Historia. También fue profesora Invitada por el Departamento de Historia de América de la Facultad de Geografía e Historia de la Universidad de Sevilla en abril de 2005. En 2016, se vuelve coordinadora de la Cátedra Libre de Historia de la Mujer en la Universidad de Los Andes (única en el ámbito académico nacional).
- Miembro de la Comisión de Ciencias Sociales evaluadora del Programa de Sistema de Promoción al Investigador (PPI) del ministerio de Ciencias y Tecnología.
- Miembro principal de la Subcomisión Humanística del Consejo de Desarrollo Científico, Humanístico y Tecnológico de la Universidad de Los Andes. 1989.
- Miembro del Sistema de Promoción al Investigador del CONICIT en el Nivel II. 1993-1996.

## Premios y reconocimientos
- Reconocimiento de la Asociación de Profesores de la Universidad de Los Andes: "Por su ejemplarizante y consagrada actividad en pro de la juventud venezolana". Mérida, 5 de diciembre de 1985.
- Reconocimiento de la Junta Pro- desarrollo de Zea por el asesoramiento de la tesis publicada: "Aspectos Históricos, Geográficos de Zea". Zea, 15 de septiembre de 1984. Profesor Agregado de la Universidad de Los Andes. Facultad de Humanidades y Educación. Escuela de Historia. 1984.
- Botón de la Alcaldía Bolivariana del Municipio Libertador, Día Nacional del Archivero en Venezuela, Mérida. 2006.
- Ciudadana meritoria del Concejo del Municipio Libertador del Estado Mérida (2006).
- Premio Nacional del Libro Institucional (2003) por su libro El Colegio San Francisco Javier de Mérida. Germende la Universidad de Los Andes,1628-1767, otorgado por el Instituto Autónomo Nacional del Libro.